# 1709 na ciência

## Nascimentos
| Data            | Nome                        | Profissão                                           | Nacionalidade                  | Observações | Ref |
| --------------- | --------------------------- | --------------------------------------------------- | ------------------------------ | ----------- | --- |
| 24 de fevereiro | Jacques de Vaucanson        | inventor                                            | Reino da França                | m. 1782     |     |
| 3 de março      | Andreas Sigismund Marggraf  | químico                                             | Sacro Império Romano-Germânico | m. 1782     |     |
| 10 de março     | Georg Steller               | naturalista, botânico, zoólogo, médico e explorador | Sacro Império Romano-Germânico | m. 1746     |     |
| 18 de março     | Johannes Gessner            | médico e naturalista                                | Suíça                          | m. 1790     |     |
| 17 de abril     | Giovanni Domenico Maraldi   | astrónomo e matemático                              | República de Génova            | m. 1788     |     |
| 25 de dezembro  | Julien Offray de La Mettrie | médico e filósofo                                   | Reino da França                | m. 1751     |     |

## Mortes
| Data | Nome | Profissão | Nacionalidade | Observações | Ref |
| ---- | ---- | --------- | ------------- | ----------- | --- |